# Poczta zwierzęca
Poczta zwierzęca – była wykorzystana w wielu krajach świata na przestrzenie dziejów. Kiedyś była jedynym sposobem na to, aby szybko transportować wiele listów lub dokumentów na duże odległości, zanim upowszechniły się pojazdy mechaniczne. Poczta nadal dostarczana jest w kilku miejscach, ze względu na brak transportu mechanicznego.

## Typy poczty zwierzęcej

### Psy
Psie zaprzęgi były używane do dostarczania poczty w północnej części Alaski i Kanady, szczególnie podczas gorączki złota nad Klondike (1896-1903). W pierwszych latach osadnictwa na Alasce, mieszkańcy nie mieli łatwego dostępu do urzędów pocztowych, chociaż poczta mogła transportować listy na obszarach przybrzeżnych. Ten typ  poczty na terenach Alaski i Kanady został zastąpiony w 1930 roku, przez małe samoloty.

### Konie

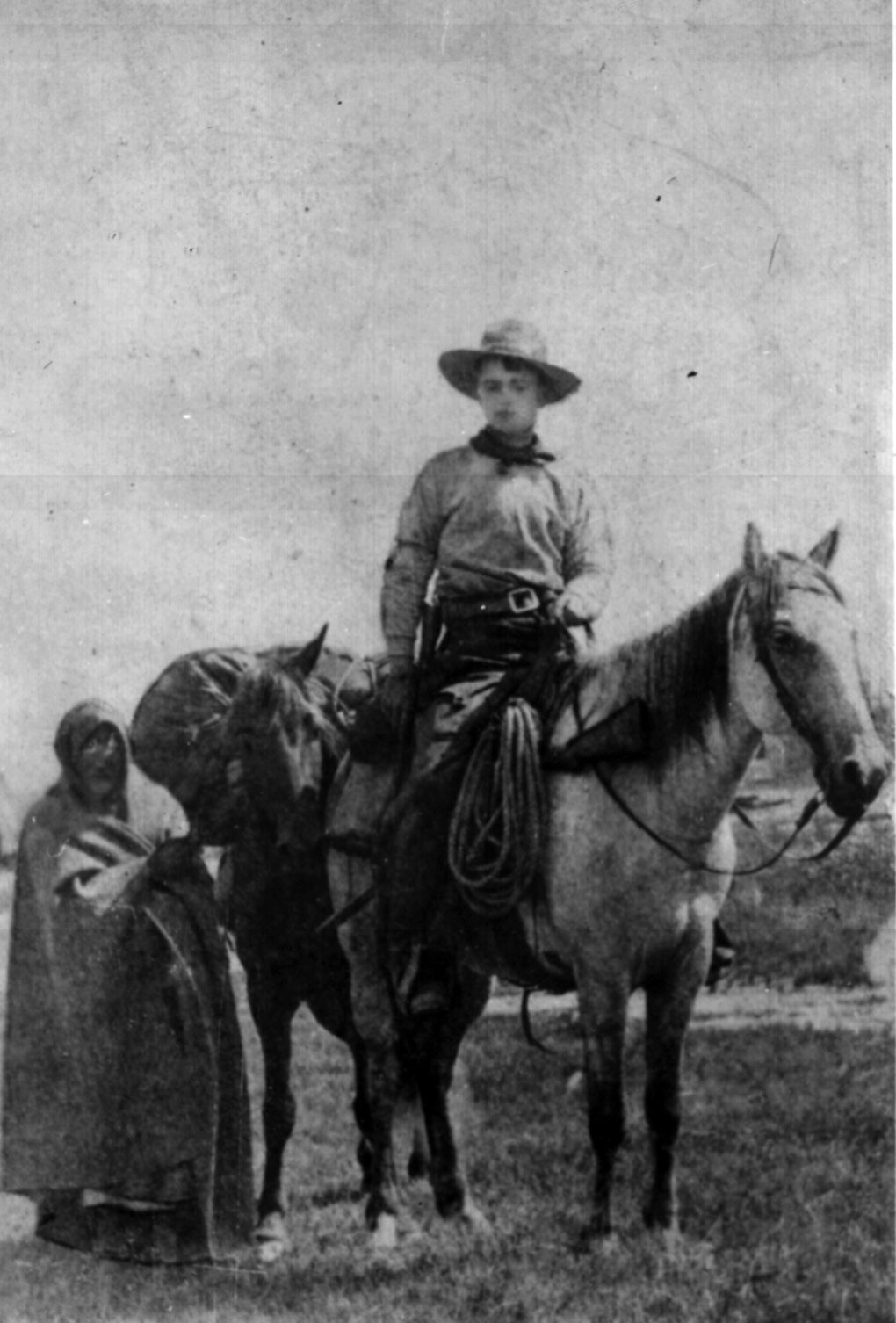
Kurier Pony
Express, 1861

Konie były podstawową metodą dostarczenia poczty przez wiele lat w różnych krajach na całym świecie. Konie ciągnące wozy z pocztą mogły pokonywać duże odległości w krótkim czasie.
W czasach starożytnych imperiów konno dostarczano wiele wiadomości cywilnych, rządowych i wojskowych. Liga Hanzeatycka miała regularne usługi pocztowe między głównymi miastami Ligi, już w roku 1274. Franz von Taxis utworzył sieć kurierską, która powiększyła się w krajach Europy Zachodniej w połowie XVI wieku. Stałe urzędy pocztowe zostały zbudowane o dzień drogi od siebie.
Pony Express było szybką usługą pocztową na kontynencie północnoamerykańskim od rzeki Missouri do wybrzeża Pacyfiku. Poczta Pony Express działała od kwietnia 1860 do listopada 1861 roku, później zastąpiła ją Kolej Transkontynentalna i telegraf. Regularne dostarczanie poczty przez konie działa obecnie na ograniczonych obszarach, gdzie inne formy transportu nie są praktyczne. Na przykład, w niektórych miastach górskich części Syczuan i w Tybecie działają kurierzy konni.

### Gołębie
Ptaki szkolili już prawdopodobnie starożytni Persowie. Grecy przekazywali w ten sposób nazwiska zwycięzców Igrzysk Olimpijskich do różnych miast. Przed telegrafem ta metoda komunikacji była bardzo modna wśród maklerów giełdowych i finansistów. W czasie oblężenia Paryża w 1870/71 zatrudniono gołębie pocztowe. We Francji odrodziły szkolenia gołębi do celów wojskowych. Powstały liczne towarzystwa do utrzymania gołębi tej klasy we wszystkich krajach europejskich. Gdy możliwość korzystania z ptaków między twierdzami wojskowymi została przetestowana, uwagę zwrócono na ich wykorzystanie w marynarce wojennej, do wysyłania wiadomości z wybrzeża na statki w morzu. Gołębie są również wykorzystywane przez agencje informacyjne, takie jak Reuters, i przez osoby prywatne.